# Eckō Unlimited
Ecko ist eine Gruppe von US-amerikanischen Modefirmen und -marken, die von Marc Ecko (als Marc Milecofsky 1972 in Lakewood/New Jersey geboren) gegründet wurden. Die bekannteste unter ihnen ist die 1993 gegründete *eckō unltd.
Marc Eckos Produkte werden in 45 Ländern angeboten. Im Jahr 2004 machte sein Marken-Konglomerat einen Gesamtumsatz von etwa einer Milliarde Euro.

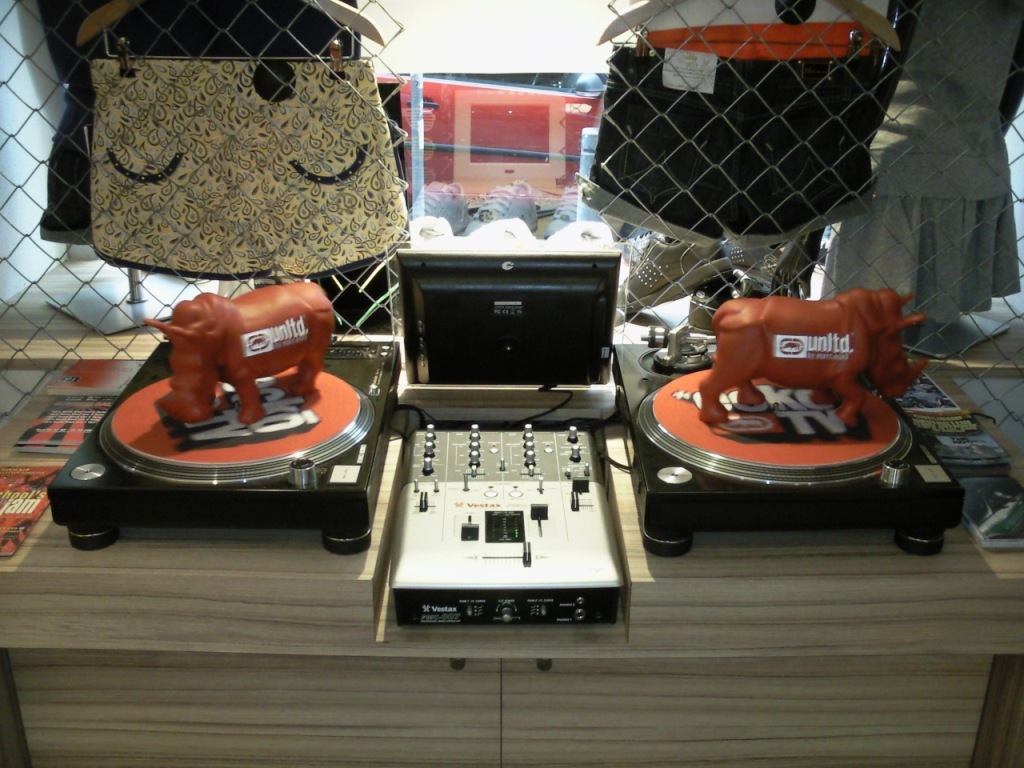
Eckō-Shop in München

Neben *eckō unltd. gehören und gehörten dazu:
- die Skateboarderlinie Zoo York
- die inzwischen eingestellte Linie G Unit Clothing Company (in Kooperation mit Rapper 50 Cent)
- die Frauen- und Mädchenlinie Ecko Women, zuvor Ecko Red, die auch Schuhe für Männer herstellte
- die Linie Marc Ecko Cut & Sew für gehobene Ansprüche
- die Allround-Marke Avirex, insbesondere als Marke für informelle Kleidung und Lederjacken populär
- das Lifestyle-Magazin Complex (Auflage 330.000/Monat): Das Magazin umfasst Themen wie Mode, Musik, Popkultur, Sport und Graphic-Art
- im Februar 2006 erschien das Videospiel Marc Ecko’s Getting Up: Contents Under Pressure
- im Dezember 2006 wurde mit dem Autohersteller Nissan die Kooperation SHIFT_unltd ins Leben gerufen

Mitte der 1980er Jahre begann Marc Ecko in der Garage des Hauses seiner Eltern T-Shirts mit Graffiti zu gestalten. Er selbst war einige Jahre in der Hip-Hop- und Graffitiszene aktiv und zeichnete während seines Studiums der Pharmazie sehr viel. Wenig später wurden seine T-Shirts von Künstlern der Ostküsten-Szene wie Spike Lee und Chuck D. getragen. 2008 wurde er als jüngstes Mitglied in den Vorstand des Council of Fashion Designers of America (CFDA) berufen.
Seit der Insolvenz des Europavertriebs im Jahr 2014 konnte die Marke in Europa nicht mehr bezogen werden. 2016 erwarb das Unternehmen Roadmap1 die Rechte an der Marke für den europäischen Markt. Roadmap1 ist ein Tochterunternehmen der DefShop GmbH aus Berlin, das Anfang 2016 gegründet wurde. Seit Oktober 2016 kann die Marke wieder europaweit erworben werden. Das Sortiment beinhaltet Hoodies, T-Shirts, Hosen, Jacken, Hemden und Jogginganzüge und ist teilweise bis Größe 6XL erhältlich.